# Camillo Astalli
Camillo Astalli (Sambuci, 21 ottobre 1616 – Catania, 21 dicembre 1663) è stato un cardinale e vescovo cattolico italiano.

## Biografia
Nacque da Fulvio Astalli e Caterina Pinelli.
Appartenente alla nobile famiglia Astalli, ai tempi ormai economicamente decaduta, studiò al Collegio Romano e si laureò in diritto civile ed ecclesiastico alla Sapienza, il 2 aprile 1640, iniziando la carriera di avvocato concistoriale. In seguito al matrimonio del fratello Tiberio con Caterina Maidalchini, nipote di Olimpia Maidalchini, potente cognata di Innocenzo X Pamphilj iniziò la sua ascesa nella gerarchia ecclesiastica. Sotto la protezione di Donna Olimpia l'Astalli divenne assistente del Segretario di Stato, cardinale Giovanni Giacomo Panciroli, il quale lo propose alla carica di cardinal nepote, che era rimasta vacante per la rinunzia alla porpora di Camillo Pamphilj.
Papa Innocenzo X lo creò cardinale prete nel concistoro segreto del 19 settembre 1650 col titolo di San Pietro in Montorio. Addirittura, lo adottò nella famiglia Pamphilj, concedendogli l'uso del nome e dello stemma, e gli fece dono di una notevole rendita, del palazzo Pamphili in piazza Navona e della villa fuori Porta San Pancrazio.
Questo inaspettata generosità del pontefice, gli mise però contro la famiglia Pamphilj e in particolare Donna Olimpia, tanto che, complice una serie di scelte politiche sbagliate, nonché una certa inettitudine a ricoprire incarichi di alto rilievo nella Curia romana, ben presto cadde in disgrazia presso la Corte papale, cosicché il 3 febbraio 1654 fu allontanato da Roma e mandato a reggere la diocesi di Ferrara. L'Astalli però non accettò tale incarico e la cosa fece talmente infuriare Innocenzo X che gli revocò tutti i privilegi, annullando addirittura la sua adozione nella famiglia Pamphilj (1655) e lo esiliò a Sambuci. Alla morte del papa, in segno di disprezzo, l'Astalli si presentò al funerale senza i paramenti a lutto.
Il pontefice successivo, Alessandro VII, lo riammise alla corte papale e gli restituì parte dei suoi benefici. Su indicazione di Filippo IV il 14 luglio 1661 fu nominato vescovo di Catania, dove morì il 21 dicembre 1663.
Grazie al suo interessamento il pontefice Alessandro VII autorizzò la celebrazione con rito doppio dell'ufficio di Sant'Agata in tutta la Sicilia.

## Genealogia episcopale
La genealogia episcopale è:
- Cardinale Guillaume d'Estouteville, O.S.B.Clun.
- Papa Sisto IV
- Papa Giulio II
- Cardinale Raffaele Riario
- Papa Leone X
- Papa Clemente VII
- Cardinale Antonio Sanseverino, O.S.Io.Hieros.
- Cardinale Giovanni Michele Saraceni
- Papa Pio V
- Cardinale Innico d'Avalos d'Aragona, O.S.Iacobi
- Cardinale Scipione Gonzaga
- Patriarca Fabio Biondi
- Papa Urbano VIII
- Cardinale Cosimo de Torres
- Cardinale Pier Luigi Carafa
- Cardinale Federico Sforza
- Cardinale Camillo Astalli-Pamphilj

## Ascendenza
|                           |                |                               | Genitori                             |  |  | Nonni |  |  | Bisnonni |  |  | Trisnonni |  |
|                           |                |                               |                                      |  |  |       |  |  | …        |  |  | …         |  |
|                           |                |                               |                                      |  |  |       |  |  | …        |  |  | …         |  |
|                           |                | …                             |                                      |  |  |       |  |  | …        |  |  |           |  |
| Tiberio Astalli           |                |                               |                                      |  |  |       |  |  | …        |  |  |           |  |
|                           |                | …                             | …                                    |  |  |       |  |  |          |  |  |           |  |
|                           |                | …                             | …                                    |  |  |       |  |  |          |  |  |           |  |
|                           |                | …                             | …                                    |  |  |       |  |  |          |  |  |           |  |
| Fulvio Astalli            |                | …                             |                                      |  |  |       |  |  |          |  |  |           |  |
|                           |                | Ottavio Crescenzi             | …                                    |  |  |       |  |  |          |  |  |           |  |
|                           |                | Ottavio Crescenzi             | …                                    |  |  |       |  |  |          |  |  |           |  |
|                           |                | Ottavio Crescenzi             | …                                    |  |  |       |  |  |          |  |  |           |  |
| Prudenzia Crescenzi       |                | Ottavio Crescenzi             |                                      |  |  |       |  |  |          |  |  |           |  |
|                           |                | …                             | …                                    |  |  |       |  |  |          |  |  |           |  |
|                           |                | …                             | …                                    |  |  |       |  |  |          |  |  |           |  |
|                           |                | …                             | …                                    |  |  |       |  |  |          |  |  |           |  |
| Camillo Astalli           |                | …                             |                                      |  |  |       |  |  |          |  |  |           |  |
|                           | Paride Pinelli | …                             |                                      |  |  |       |  |  |          |  |  |           |  |
|                           | Paride Pinelli | …                             |                                      |  |  |       |  |  |          |  |  |           |  |
|                           | Paride Pinelli | …                             |                                      |  |  |       |  |  |          |  |  |           |  |
| Giovanni Agostino Pinelli | Paride Pinelli |                               |                                      |  |  |       |  |  |          |  |  |           |  |
|                           |                | Benedetta Spinola             | Giorgio Spinola                      |  |  |       |  |  |          |  |  |           |  |
|                           |                | Benedetta Spinola             | Giorgio Spinola                      |  |  |       |  |  |          |  |  |           |  |
|                           |                | Benedetta Spinola             | …                                    |  |  |       |  |  |          |  |  |           |  |
| Caterina Pinelli          |                | Benedetta Spinola             |                                      |  |  |       |  |  |          |  |  |           |  |
|                           |                | Muzio Mattei, patrizio romano | Ludovico II Mattei, patrizio romano  |  |  |       |  |  |          |  |  |           |  |
|                           |                | Muzio Mattei, patrizio romano | Ludovico II Mattei, patrizio romano  |  |  |       |  |  |          |  |  |           |  |
|                           |                | Muzio Mattei, patrizio romano | Lucrezia Capranica                   |  |  |       |  |  |          |  |  |           |  |
| Porzia Mattei             |                | Muzio Mattei, patrizio romano |                                      |  |  |       |  |  |          |  |  |           |  |
|                           |                | Lucrezia Bandini              | Pierantonio Bandini, patrizio romano |  |  |       |  |  |          |  |  |           |  |
|                           |                | Lucrezia Bandini              | Pierantonio Bandini, patrizio romano |  |  |       |  |  |          |  |  |           |  |
|                           |                | Lucrezia Bandini              | Cassandra Cavalcanti                 |  |  |       |  |  |          |  |  |           |  |
|                           |                | Lucrezia Bandini              |                                      |  |  |       |  |  |          |  |  |           |  |